# ショパンのエチュードによる練習曲
『ショパンのエチュードによる練習曲』（英語：Studies on Chopin Etudes）は、フレデリック・ショパンの練習曲集をレオポルド・ゴドフスキーが編曲もしくは改作して作り出した曲集と、その個々の53の楽曲のこと。

## 構成
ショパンのエチュードは、作品番号のない3曲を含めても、全部で27曲しか書かれていない。それなのにゴドフスキーの練習曲が原曲の倍近い曲数にのぼっているのは、1つの原曲からいくつもの翻案が導き出された場合があるためである（以下便宜上、ショパンの原曲をエチュード、ゴドフスキー版を練習曲と呼び分けることにする）。なお、ショパンの作品25-7のみ編曲されていない（構想はされたが出版には至らなかった）。楽曲の数は53曲だが、通し番号は48番までしかない。これは、自身が編曲したものをさらに応用した曲には、同作品番号に記号を付け足しているためである。
おそろしく演奏の至難なことで知られ、音楽評論家のハロルド・ショーンバーグは「ピアノのために書かれた作品でこれ以上ありえないほど難しい」と評している。

## 技巧
主に左手の技巧鍛錬を目的に作られており、編曲されていない作品25-7を除く全てのエチュードに、声部の入れ替えなどによる左手のための編曲がなされている。このうち作品25-6、作品25-8、作品25-11《木枯らし》、新しい3つの練習曲第3番を除くエチュードには、左手のみで演奏するための編曲も施している。
ショパンの作品10-2による「鬼火（ラテン語：Ignus Fatuus）」は、原曲の声部を左手で演奏し、右手は三連符で左手に追走する複雑なリズムで構成され、《別れの曲》や《革命のエチュード》には、左手のみで演奏するための版がある（あまつさえ後者は、半音上に移調されて、技術的な要求がいっそう増している）。第47番「おふざけ（Badinage）」と題された練習曲では、変ト長調の2つのエチュード、すなわち《黒鍵》作品10-5と《蝶々》作品25-9の旋律を同時に演奏するという趣向が見られる。

## 演奏
下記の全曲演奏以前には、ヴラディーミル・ド・パハマン（1912年録音の左手用の『革命』、同曲集からの最古の録音と思われる）、ゴドフスキーの娘婿にあたるデヴィッド・サパートン、ゴドフスキー自身に師事したホルヘ・ボレット（7曲、ショパンのワルツの編曲も含む。ユニバーサルミュージック）や、右手を痛めていた時期に左手用の作品を演奏していたミシェル・ベロフ（左手用の7曲、EMI）が抜粋の録音を残している。
全曲録音を行ったピアニストはジョフリー・ダグラス・マッジ(Dante)、カルロ・グランテ(Altarus; Music & Arts; 二度の全曲録音)、マルカンドレ・アムラン(Hyperion)、エマニュエーレ・デルッキ(Brilliant Classics)、コンスタンティン・シチェルバコフ(Marco Polo)の5人。リサイタルで全曲演奏を行ったピアニストは、カルロ・グランテとフランチェスコ・リベッタのみで挑戦者の全員が男性であり、女性でまとめて数十曲を録音できるピアニストは未だに存在しない。アムランはインタビューで、グランテの全曲演奏に接した際、「ゴドフスキの音楽は極めて濃厚なので、前半だけで聴いていてちょっとした負担を感じました」と述べており、したがって「一度に数曲以上は聴かない方がよ」く、「一度に弾くのは七曲まで」という。2020年現在、マッジとグランテの旧盤は会社が活動を停止しており入手が難しいが、グランテの新盤、アムラン盤、デルッキ盤、シチェルバコフ盤は難なく入手可能である。
ほか、作曲家でもあるデイビット・スタンホープが作品10の編曲全曲と作品25の編曲のいくつかをCDとDVDで収録しており、イアン・ホブソンやイヴァン・イリッチの選集もある。日本では、覆面ピアニストミヒャエル・ナナサコフによる譜面を忠実に再現した演奏も旧版と新録音版ともに話題を呼んだ。また、近年ではボリス・ベレゾフスキーが53曲の内11曲を録音している。ジョイス・ハットーと名づけられたピアニストの全曲録音は、グランテの音源を盗用して加工したリリースである。

## 出版
最初はROBERT LIENAU MUSIKVERLAGが全曲の版権を維持して全五冊で出版していたが、著作権法によりパブリックドメイン化し現在はCarl Fischer社が全曲を一冊で出版している。